# 문경석탄박물관

문경석탄박물관

문경석탄박물관은 경상북도 문경시에 있는 공립 박물관이다. 1994년 7월 31일에 폐광된 대한석탄공사 은성광업소 자리에 총사업비 6,090백만원을 들여서 건립하였다.

## 연혁
- 1999년 5월 20일: 박물관 개관[1]
- 1999년 12월 29일: 문화관광부 제143호 박물관 등록
- 2010년 3월: 중앙전시실 리모델링
- 2011년 6월: 탄광사택촌 완공 및 개관
- 2018년 9월: 문경에코랄라로 통합운영 및 민간위탁 실시

## 관람 안내
관람 시간(평일 기준)
- 4~11월: 09:00 ~ 18:00
- 12~3월: 09:30 ~ 18:00

휴관일
- 1월 1일, 음력 설 및 추석 당일